# Halictus basizonus
Halictus basizonus är en biart som beskrevs av Heinrich Friese 1909. Halictus basizonus ingår i släktet bandbin, och familjen vägbin. Inga underarter finns listade i Catalogue of Life.